# Justice pour Sergei
Pour plus de détails, voir Fiche technique et Distribution.
Justice pour Sergei (Justice for Sergeï) est un film documentaire néerlandais réalisé par les journalistes Hans Hermans et Martin Maat, sorti en 2010.

## Liminaire
Le film documentaire d’investigation Justice pour Sergei a pour sujet l'affaire Sergueï Magnitski, un avocat fiscaliste russe mort en prison après un an de garde à vue.

## Synopsis
L'homme d'affaires Bill Browder, qui détient le fonds d’investissement britannique Hermitage Capital Management, après avoir approuvé pendant quelque dix ans la politique de Vladimir Poutine, dénonce à partir de 2005 les agissements du président de la fédération de Russie et le système politique de kleptocratie. Hermitage Capital Management, le plus grand fonds d’investissement étranger en Russie, possède des parts importantes dans des sociétés majoritairement publiques comme Gazprom, Inter RAO, Rosneft, Sberbank et privées comme Sidanko et Surgutneftegaz.
Le 4 juin 2007, une intrusion a lieu chez Hermitage Capital Management et les documents de cette firme et de ses filiales sont saisis. À la suite de cela, Bill Browder mobilise Sergueï Magnitski, un des juristes du fonds (devenu depuis une branche de la banque HSBC), et le charge de découvrir la raison de cette saisie. 
Sergueï Magnitski découvre et dénonce alors la plus grande fraude fiscale commise en Russie par des fonctionnaires (policiers, juges, fonctionnaires des impôts). Avec les documents saisis, dont les titres de propriété, toutes les firmes sont transférées au nom d'un criminel, ayant notamment déjà été condamné pour meurtre. Les nouveaux dirigeants de la firme font en son nom une demande de remboursement au fisc russe et obtiennent en un délai record une somme de 5,4 milliards de roubles (135 000 000 euros). Bill Browder et ses associés décident de porter plainte pour récupérer leur société. Cependant, les représentants de la justice font clairement comprendre aux avocats de la firme que c'était une mauvaise idée, puisque, comme il s'est avéré par la suite, beaucoup de hauts responsables russes étaient impliqués. Alors que les six autres avocats internationaux travaillant sur cette affaire préfèrent quitter la Russie, Magnitski porte plainte avant d'être arrêté en novembre 2008 et emprisonné à Boutyrskaïa où il restera sans les soins que son état exigeaient. L'avocat est accusé sans preuves d’avoir fraudé pour le compte de Bill Browder.
Magnitski meurt dans des circonstances non élucidées le 16 novembre 2009, quelques jours avant la date limite d'un an où il pouvait être détenu sans procès.

## Fiche technique
- Titre : Justice pour Sergei
- Titre original : Justice for Sergei
- Réalisation : Hans Hermans et Martin Maat
- Photographie : Tijn van Neerven
- Son : Ton Spruit
- Musique originale : Tony Overwater, Maarten Ornstein
- Producteur (Moscou) : Irina Anatsheva
- Pays : Pays-Bas
- Année de production : 2010
- Genre : Documentaire
- Durée : 52 minutes
- Langue : anglais
- Dates de sortie : 
  -  Royaume-Uni : 28 octobre 2010

## Distribution
- Voix de Sergueï Magnitski : Ruslan Malikov
- Natalia Magnitskaïa : la maman de Sergueï Magnitski
- Tatiana Roudienko : sa tante
- Roman Mamayev : son ami de longue date
- Vladimir Yelin : a rencontré Sergueï à l'université
- Le mari d'Olga Romanova, détenu dans la même prison que Sergueï
- Zoya Svetova : journaliste au Moscow New Times (en)
- Valery Borschev :
- Ivan Cherkasov : travaille pour Hermitage Capital Management
- Dmitri Kharitonov : son avocat
- Jamison Firestone : propriétaire de Firestone Duncan
- William Browder : directeur général d'Hermitage Capital Management
- Vadim Kleiner : chef de la recherche chez Hermitage Capital Management

## Prix et distinctions
- 2012 : prix Cinema for Peace (en)